# Camila Cabello

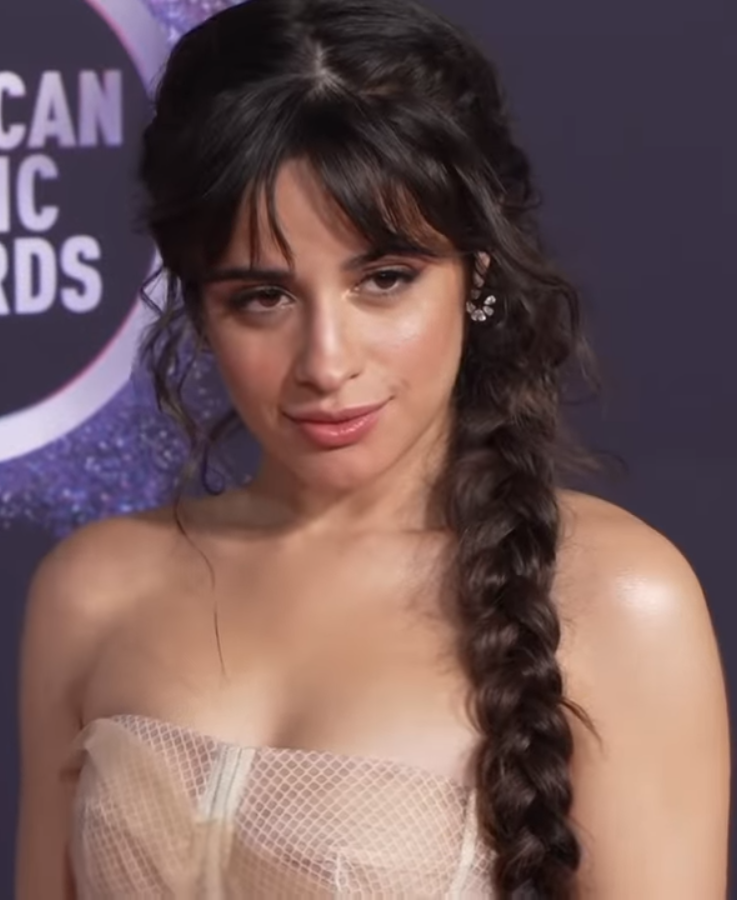
Camila Cabello (2019)

Karla Camila Cabello Estrabao (* 3. März 1997 in Mexiko-Stadt) ist eine kubanisch-mexikanisch-US-amerikanische Sängerin. Bekannt wurde sie als Mitglied der Girlgroup Fifth Harmony, die sie am 18. Dezember 2016 verließ. Ihr Debütalbum als Solokünstlerin, Camila, erreichte Platz 1 in den Billboard 200. Die Single Havana (2017) wurde in mehreren Ländern, unter anderem im Vereinigten Königreich und den Vereinigten Staaten, zum Nummer-eins-Hit.

## Leben
Camila Cabello kam 1997 als Kind einer Kubanerin und eines Mexikaners in Mexiko-Stadt (Mexiko) geboren, lange Zeit glaubte man, dass sie in Cojímar, einem Stadtteil der kubanischen Hauptstadt Havanna, zur Welt. Sie hat eine jüngere Schwester. Nachdem sie zunächst mit ihrer Familie zwischen den beiden Heimatländern der Eltern hin- und hergereist war, wanderte sie mit ihrer Familie im Alter von fünf Jahren nach Mexiko-Stadt, Mexiko, aus, wo sie 1997 die mexikanische Staatsbürgerschaft erwarb. 2003 immigrierte sie mit ihrer Mutter in die Vereinigten Staaten, wo sie sich in Miami im US-Bundesstaat Florida niederließen. Ihr Vater konnte erst anderthalb Jahre später nachkommen. 2008 erlangte Cabello die US-amerikanische Staatsbürgerschaft. In Miami besuchte Cabello die Palmetto High School, die sie in der neunten Klasse verließ, um sich auf ihre Musikkarriere zu konzentrieren. Ihren Highschoolabschluss holte sie in Heimunterricht nach. Musikalisch wurde sie durch den Gesang von Celia Cruz und Alejandro Fernández beeinflusst.

## Musikalische Karriere

### Fifth Harmony (2012–2016)

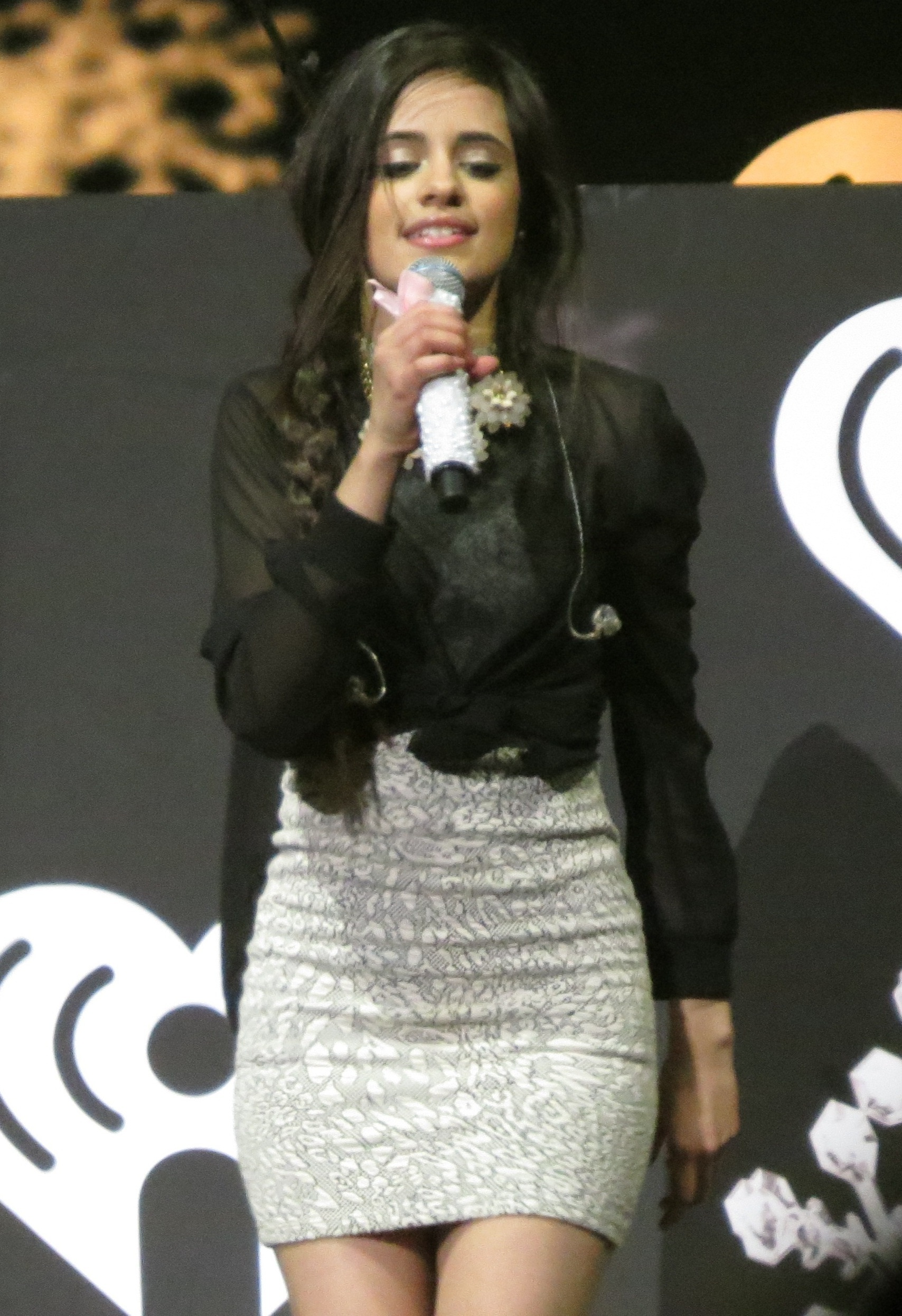
Camila Cabello (2013)

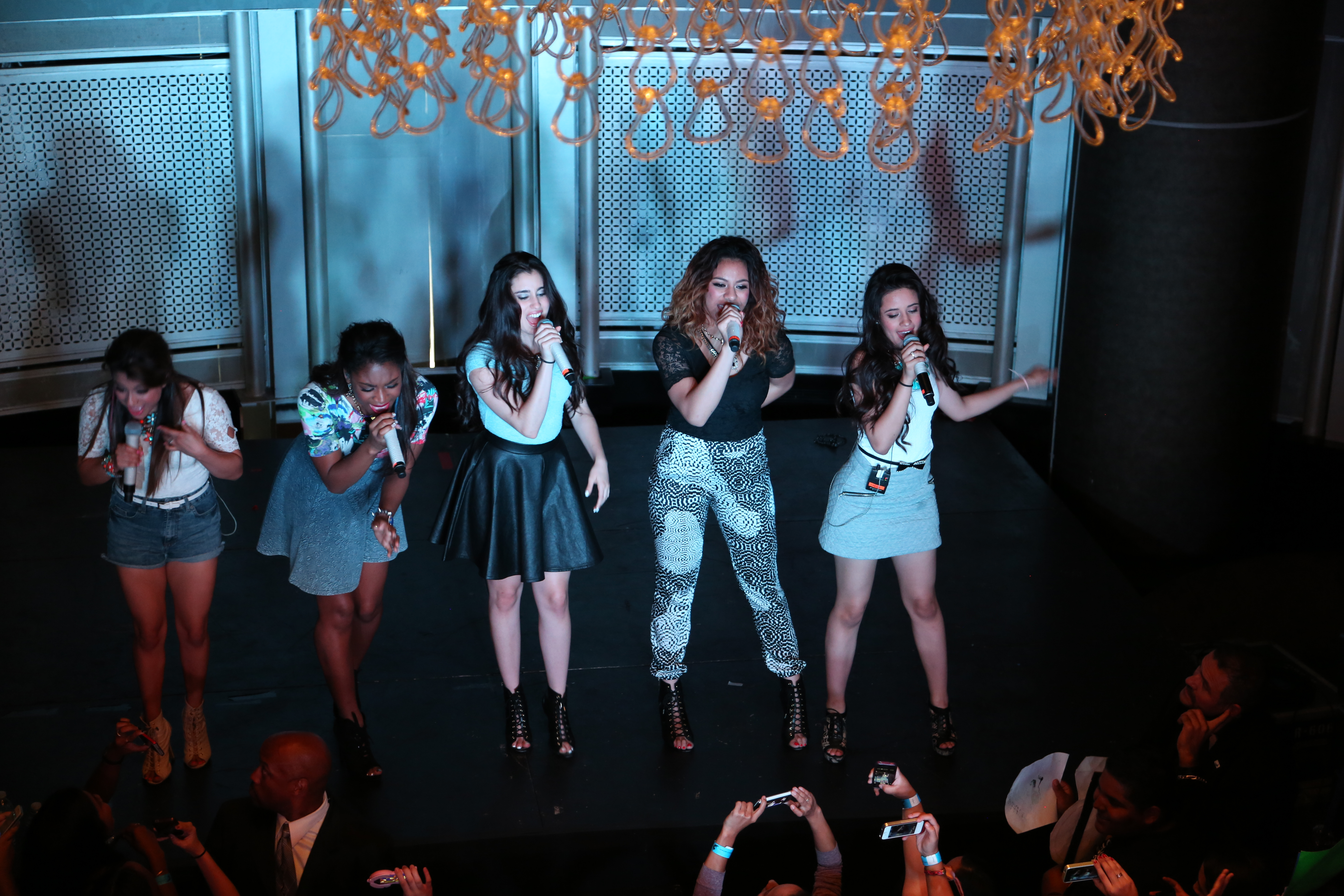
Camila Cabello (rechts) mit Fifth Harmony (2013)

2012 bewarb sie sich in Greensboro für die zweite Staffel der Castingshow The X Factor. Zunächst als Einzelbewerberin im „Bootcamp“ ausgeschieden, wurde sie dann von Simon Cowell mit vier weiteren Kandidatinnen zu der Girlgroup Fifth Harmony zusammengeführt. Diese belegte zwar nur den dritten Platz bei der Show, blieb aber im Musikgeschäft. Mit der 2013 erschienenen Single Miss Movin’ On und der darauf folgenden EP Better Together konnte sich Fifth Harmony erstmals in den Billboard-Charts platzieren. 2015 folgte das Debütalbum Reflection mit dem Hit Worth It sowie 2016 das Album 7/27 mit Work from Home, welche ebenfalls Charterfolge waren.
Am 18. November 2015 veröffentlichte Camila Cabello unabhängig von der Gruppe bei Island Records die Single I Know What You Did Last Summer, welche sie im Duett mit dem kanadischen Popsänger Shawn Mendes singt. Der Song platzierte sich unter anderem auf Platz 20 der Billboard Hot 100, auf Platz 41 der UK-Charts und in den Top 20 von Kanada, den Niederlanden und Norwegen. In den USA erreichte die Single Platinstatus. Der Song entstand während Taylor Swifts 1989 World Tour, als sich Cabello und Mendes Backstage aufhielten und gemeinsam das Duett schrieben. 2016 veröffentlichte sie dann ihre zweite Single Bad Things mit Zusammenarbeit des Rappers Machine Gun Kelly. Dieser Song erreichte Platz vier in den US-Charts.
Am 18. Dezember 2016 gab Fifth Harmony bekannt, dass Camila Cabello die Gruppe auf eigenen Wunsch verlässt und die weiteren Mitglieder zu viert weitermachen.

### Solokarriere (seit 2017)
Im Mai 2017 veröffentlichte Cabello die Single Crying in the Club als Vorabauskoppelung ihres angekündigten Soloalbums The Hurting. The Healing. The Loving. Mit Havana, einer weiteren Singleauskopplung aus diesem Album, gelangte Cabello das erste Mal in die Top 10 in Deutschland, Österreich, der Schweiz und den USA. Im Vereinigten Königreich erreichte sie Platz 1. Ihr Debütalbum erschien am 12. Januar 2018 unter dem Namen Camila. Im April 2018 startete Cabello mit der Never Be The Same Tour ihre erste Solotour, bei der sie auch in Europa auftrat. Die Karten für die Tour waren nach einem Tag ausverkauft.

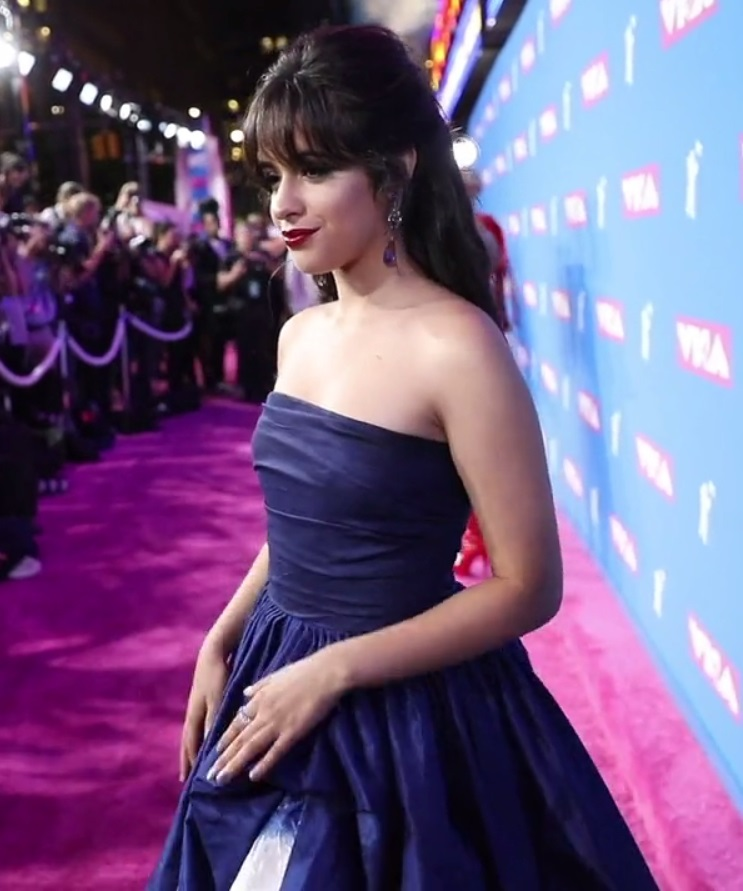
Camila Cabello (2018)

Am 18. Mai 2018 veröffentlichte sie zusammen mit Pharrell Williams die Single Sangria Wine. Im August folgte die Veröffentlichung einer neuen Version des Songs Beautiful gemeinsam mit dem ursprünglichen Interpreten Bazzi, am 9. Oktober die Single Consequences.
Ende Oktober 2018 gab Cabello bekannt, an einem zweiten Album arbeiten zu wollen. Cabello war in den Kategorien Best Pop Solo Performance und Best Pop Vocal Album für die Grammy Awards 2019 nominiert. In der 2021 erschienen Verfilmung von Cinderella, die von James Corden produziert wurde, spielt Cabello die Hauptrolle. Zudem war Cabello an der Produktion beteiligt und arbeitete an der Filmmusik.
Am 25. Juni 2019 veröffentlichte sie zusammen mit Shawn Mendes ihr zweites gemeinsames Lied Señorita, das in zahlreichen Ländern zum Nummer-eins-Hit wurde. Im Mai 2019 trennte sich Camila von ihrem Freund Matthew Hussey, mit dem sie seit Anfang 2018 liiert war. Seit Sommer 2019 war Cabello in einer Beziehung mit Shawn Mendes.
Im November 2021 trennte sich das Paar.
Im November 2019 gab sie bekannt, von Mai bis September 2020 auf ihre zweite Welttournee, „The Romance Tour“, zu gehen.
Am 6. Dezember 2019 veröffentlichte sie ihr zweites Album unter dem Namen Romance.

## Diskografie
Studioalben

| Jahr | Titel                                           | Höchstplatzierung, Gesamtwochen, AuszeichnungChartplatzierungen (Jahr, Titel, Platzierungen, Wochen, Auszeichnungen, Anmerkungen) | Höchstplatzierung, Gesamtwochen, AuszeichnungChartplatzierungen (Jahr, Titel, Platzierungen, Wochen, Auszeichnungen, Anmerkungen) | Höchstplatzierung, Gesamtwochen, AuszeichnungChartplatzierungen (Jahr, Titel, Platzierungen, Wochen, Auszeichnungen, Anmerkungen) | Höchstplatzierung, Gesamtwochen, AuszeichnungChartplatzierungen (Jahr, Titel, Platzierungen, Wochen, Auszeichnungen, Anmerkungen) | Höchstplatzierung, Gesamtwochen, AuszeichnungChartplatzierungen (Jahr, Titel, Platzierungen, Wochen, Auszeichnungen, Anmerkungen) | Anmerkungen                                                  |
| Jahr | Titel                                           | DE | AT | CH | UK | US | Anmerkungen                                                  |
| ---- | ----------------------------------------------- | --- | --- | --- | --- | --- | ------------------------------------------------------------ |
| 2018 | Camila Syco Music, Epic Records (Sony)          | DE8 (10 Wo.)DE | AT6 (6 Wo.)AT | CH3 Platin · (12 Wo.)CH | UK2 Gold · (34 Wo.)UK | US1 Platin · (97 Wo.)US | Erstveröffentlichung: 12. Januar 2018 Verkäufe: + 1.850.000  |
| 2019 | Romance Syco Music, Epic Records (Sony)         | DE55 (1 Wo.)DE | AT35 (1 Wo.)AT | CH19 (3 Wo.)CH | UK14 Gold · (15 Wo.)UK | US3 Platin · (41 Wo.)US | Erstveröffentlichung: 6. Dezember 2019 Verkäufe: + 1.490.000 |
| 2022 | Familia Epic Records (Sony)                     | DE27 (2 Wo.)DE | AT22 (2 Wo.)AT | CH13 (4 Wo.)CH | UK9 (2 Wo.)UK | US10 (11 Wo.)US | Erstveröffentlichung: 8. April 2022 Verkäufe: + 169.000      |
| 2024 | C,XOXO Geffen Records, Interscope Records (UMG) | DE20 (1 Wo.)DE | AT16 (1 Wo.)AT | CH15 (2 Wo.)CH | UK20 (1 Wo.)UK | US13 (3 Wo.)US | Erstveröffentlichung: 28. Juni 2024                          |

## Filmografie
- 2021: Cinderella
- 2023: Trolls – Gemeinsam Stark (Trolls Band Together)
- 2024: Rob Peace